# 10157 Asagiri
A 10157 Asagiri (ideiglenes jelöléssel 1994 WE1) a Naprendszer kisbolygóövében található aszteroida. Kobajasi Takao fedezte fel 1994. november 27-én.